# 米爾頓 (愛荷華州)
米爾頓（英語：Milton）是一個位於美國愛荷華州范布倫縣的城市。

## 地理
米爾頓的座標為40°40′23″N 92°09′42″W / 40.67306°N 92.16167°W，而該地的平均海拔高度為243米（即797英尺）。

## 人口
根據2010年美國人口普查的數據，米爾頓的面積為6.50平方千米，當中陸地面積為6.50平方千米，而水域面積為0.00平方千米。當地共有人口443人，而人口密度為每平方千米68人。